# 靖远王
靖远王，中国古代封爵之一。

## 元朝
封地在今江西省境内，为金镀银印龟纽王。
- 合赞，窝阔台第三子阔出后裔，至元二十七年（1290年）封。